# Agnes Joseph
Agnes Scarlet (Agnes) Joseph (Amsterdam, 15 april 1980) is een Nederlandse politica namens de BoerBurgerBeweging (BBB). Sinds 6 december 2023 is zij lid van de Tweede Kamer der Staten-Generaal.

## Levensloop
Aan de UvA deelde Joseph korte tijd een kamer met Pieter Omtzigt. Joseph studeerde voor zowel actuariaat als econometrie cum laude af.
Joseph vertrok als actuaris bij Achmea. Ook trad ze uit het bestuur van het Pensioenfonds van DNB. In 2018 en 2024 werd ze uitgeroepen tot actuaris van het jaar. Op 21 februari 2023 sprak zij de Eerste Kamer toe als deskundige inzake de Wtp waarbij ze aanbevelingen deed.

### Lid van de Tweede Kamer
In 2023 stond zij op plaats 8 van de kandidatenlijst van het Nieuw Sociaal Contract voor de Tweede Kamerverkiezingen. Op 6 december 2023 werd ze lid van de Tweede Kamer. Ze vroeg en kreeg die dag in haar eerste optreden een debat toegezegd over de stand van de Wet toekomst pensioenen met de verantwoordelijk minister. Dit naar aanleiding eerder die dag van uitspraken van de voorzitter van pensioenfonds ABP Harmen van Wijnen. Na de val van kabinet-Schoof deelde ze mee niet te willen terugkeren als parlementariër namens NSC.
Op 30 juli 2025 maakte Joseph wereldkundig per direct over te stappen naar de Tweede Kamerfractie van de BBB.
Agnes Joseph · Martin Oostenbrink · Cor Pierik · Caroline van der Plas · Mariska Rikkers · Henk Vermeer · Marieke Wijen-Nass · Claudia van Zanten
- Parlement.com: vm6uf46ncvst